# Conférence d'Évian (1938)
Ne doit pas être confondu avec Accords d'Évian.
Pour les articles homonymes, voir Évian (homonymie).

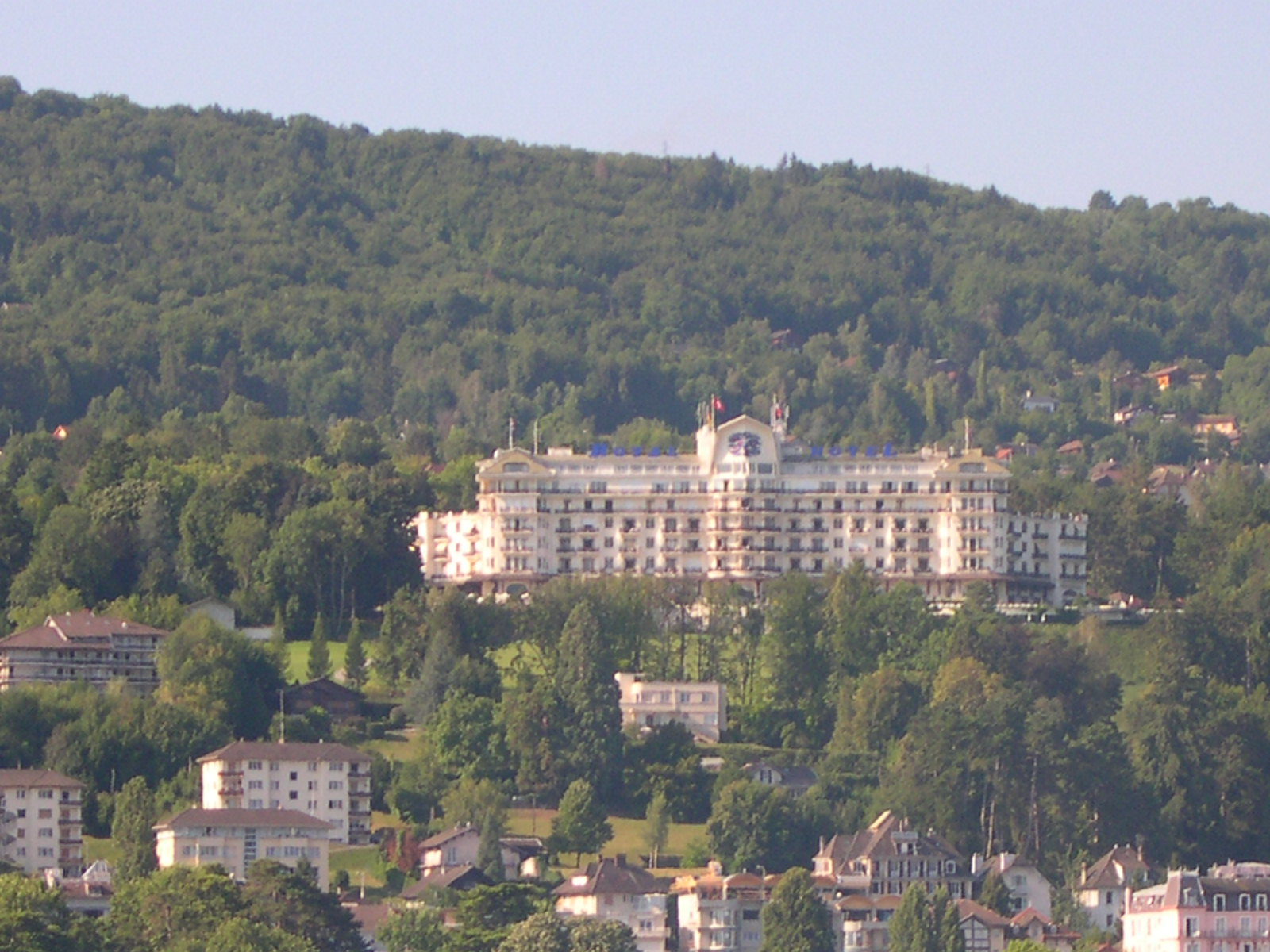
L'hôtel Royal (en 2003) où eut lieu une partie de la conférence.

La Conférence d'Évian de 1938 fut organisée à l'initiative du président des États-Unis, Franklin D. Roosevelt. Elle se déroula du 6 juillet au 16 juillet 1938 à Évian (France), sous le gouvernement d’Edouard Daladier. 
Son but était de venir en aide aux réfugiés juifs allemands et autrichiens sous le troisième reich fuyant le nazisme, peu après l'Anschluss. Elle ne déboucha sur aucune mesure concrète, hormis la création du Comité intergouvernemental pour les réfugiés (CIR).

## Origine
Les lois de Nuremberg ont privé les Juifs allemands, déjà persécutés par le régime hitlérien, de leur citoyenneté allemande. Ils ont été classés comme « sujets » et sont devenus apatrides dans leur propre pays.
À la suite de la création du « Grand Reich », le 10 avril 1938, l'afflux de migrants juifs d'origine allemande et autrichienne aux États-Unis augmente considérablement. Le problème est que seuls 150 000 visas par an sont délivrés, dont 27 000 pour les Allemands et les Autrichiens.
Le Secrétaire d'État des États-Unis, Cordell Hull, et son adjoint, Sumner Welles (en), proposent au président Franklin Delano Roosevelt d'organiser une conférence internationale pour venir en aide à ces réfugiés.

## La conférence
Ne faisant pas partie de la Société des Nations (SDN), les États-Unis se chargent d'organiser la conférence qui est prévue de se dérouler à huis clos, la presse ne devant être informée de son déroulement que par la voie de communiqués officiels. La Suisse, pays où réside le siège de la SDN, ne voulant pas recevoir la conférence, c'est la France qui héberge la conférence dans la ville d'Évian, avec à la tête de sa délégation officielle le sénateur Henry Bérenger.
Cordell Hull souligne qu'aucun des pays participants à la conférence ne sera dans l'obligation de recevoir les réfugiés. Partant de là, trente-trois pays seront invités. L'Italie de Benito Mussolini refuse de venir, par solidarité avec Hitler. L'URSS décline de même l'invitation. La Hongrie, la Pologne, la Roumanie et l'Afrique du Sud n'envoient que des observateurs. Ni l'Allemagne, ni le Portugal de Salazar ne sont invités, Washington jugeant que vu leurs politiques, ils ne seraient d'aucune aide (à l'époque, les nazis envisagent encore la « solution au problème juif » en tant qu'expulsion massive et relocalisation des communautés juives hors du Reich, avec par exemple la mise au point du plan Madagascar). Le Royaume-Uni accepte l'invitation, en s'assurant préalablement que Washington n'exigerait de leur part aucune augmentation des quotas d'immigration. En tout, 32 pays sont représentés dont 20 d'Amérique latine et 9 pays européens.
La conférence s'ouvre le 6 juillet 1938. Pendant plusieurs jours, les différentes délégations font de nombreux discours expliquant pourquoi leur pays ne peut changer sa législation pour recevoir les réfugiés juifs. La Grande-Bretagne refuse d'en accueillir en Palestine alors sous mandat britannique craignant des troubles avec la population musulmane. La France, par la voix d'Henry Bérenger, est sur la même position avec l'Algérie ou d'autres territoires d'outre-mer (Madagascar évoqué en 1936 avec la France par la Pologne pour l'émigration de sa propre population juive avait été définitivement refusé par le ministre Georges Mandel). La Suisse indique qu'elle ne peut plus accueillir de réfugiés autrichiens et a même rétabli le système de visa avec ce pays. Le représentant australien indique que son pays ne souhaite pas « importer un problème racial ». Seul le représentant de la République dominicaine et frère du dictateur Trujillo propose d'accueillir 100 000 réfugiés juifs contre subventions ; cette proposition intervenant quelques mois après le massacre de milliers d'Haitiens n'aura que quelques suites en République Dominicaine, à Sosúa, où seront accueillis des réfugiés juifs allemands et autrichiens,.
Des organisations non gouvernementales, en majorité juives, s'invitent à la conférence mais ne pourront assister qu'aux séances publiques. Elles seront entendues lors d'une sous-commission pour expliquer leur point de vue. Golda Meir, future Première ministre d'Israël, est la représentante de l'Agence juive, et n’était pas autorisé à prendre la parole ni à participer aux débats sauf en tant qu’observateur.  Elle écrira dans ses mémoires : « Être assise dans ce hall magnifique et devoir écouter chacune des trente-deux nations se lever tour à tour pour expliquer combien elles étaient affligées par le sort des malheureux juifs persécutés et combien elles auraient tellement voulu leur venir en aide mais qu'à leur grande tristesse elles ne voyaient vraiment pas comment faire pour intervenir, est une expérience terrible et il m'est difficile d'exprimer la colère, la frustration et l'horreur qui m'ont envahie ».
De fait, la majorité des intervenants avait évité de mentionner les juifs pour ne parler que de réfugiés politiques ; et à aucun moment il ne fut fait allusion à la politique répressive de l'Allemagne.

## Résultat
Les délégations américaine, britannique et française se mettent d'accord pour une résolution finale de ne rien faire, qui sera approuvée par l'unanimité des autres délégations.
Seule la création du Comité intergouvernemental pour les réfugiés (CIR), aussi appelé le Comité d'Évian, sera décidée.
Le résultat de l'échec de la conférence fut que de nombreux Juifs n'avaient aucune issue et furent donc finalement soumis à ce qui était connu comme la « Solution finale à la question juive » d'Hitler.
En décembre 1938, Roosevelt demanda à Isaiah Bowman, président de l'Université Johns Hopkins, d'élaborer un plan afin d'accueillir les réfugiés juifs européens. Le président des États-Unis pense en particulier à l'Amérique latine voire à l'Afrique, imaginant les disperser dans des communautés rurales. Bowman, cependant, n'y est pas favorable. En mai 1939, le raté du paquebot Saint-Louis, affrété pour Cuba avec à bord près d'un millier de réfugiés juifs, renforce ses doutes sur l'efficacité d'une telle politique. Les États-Unis refusent d'accueillir les réfugiés refoulés par Cuba, qui leur avait pourtant accordé des visas .
Prenant acte de cet échec, Roosevelt cherche d'autres voies. Début 1942, alors que la Seconde Guerre mondiale bat son plein, il déclare :
« Lorsque cette guerre sera finie, il y aura en Europe et en Asie des milliers ou peut-être des millions de gens qui ne sauront pas où aller. Il faudra bien que quelqu’un fasse quelque chose – et en grand – pour résoudre ce problème. Si nous voulons être prêts à temps, nous avons intérêt à chercher des réponses dès maintenant. »
Robert Strausz-Hupé, qui sera par la suite chargé du Projet M prévu par Roosevelt, déclarera :
« Ni strictement militaire ni même d’importance politique immédiate, le problème [des réfugiés] mobilisait la générosité humanitaire du Président ; en outre, il n’était pas sans incidence sur la paix future. »